# Sabeos

Los sabeos (en color caqui) durante el.

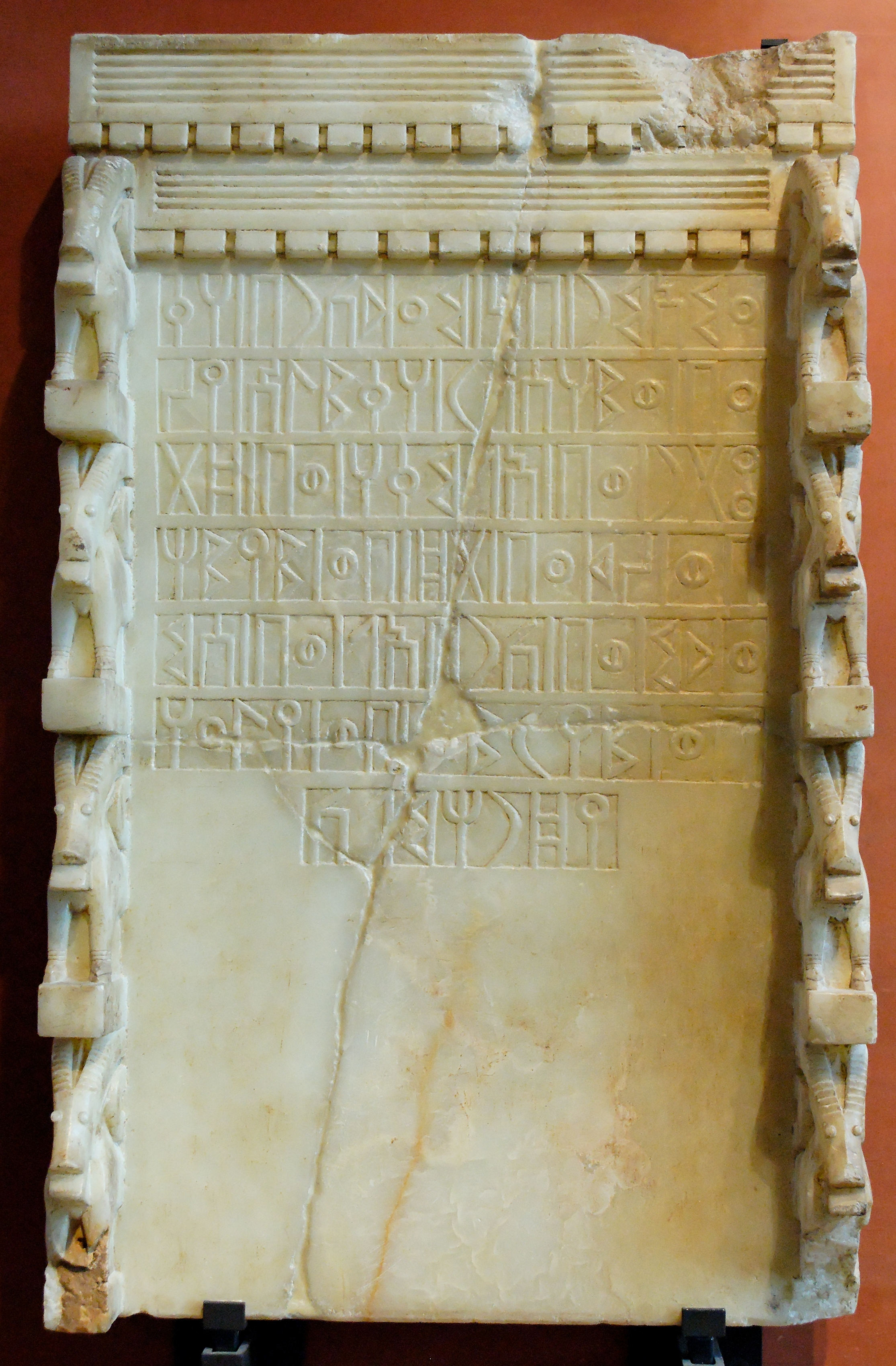
Inscripción sabea dirigida al dios sol Almaqah, mencionando cinco dioses del Sur de Arabia, dos soberanos reinantes y dos gobernadores.

Los sabeos o sabeanos (en árabe: السبأيون‎ as-saba’iyūn) fueron un antiguo pueblo que hablaba una antigua lengua sudarábiga, que vivieron en la tierra bíblica de Saba, hoy Yemen, en el suroeste de la península arábiga.
Fundaron el reino de Saba (en árabe: سَبَأ‎), que se creía que era la tierra bíblica de Saba y "el más antiguo e importante de los reinos de Arabia Meridional".
La fecha exacta de la fundación de Sabaʾ es un punto de desacuerdo entre los estudiosos. Kenneth Kitchen data el reino entre 1200 a. C. y 275 d. C., con capital en Maʾrib, en lo que hoy es Yemen. Por otra parte, Israel Finkelstein y Neil Asher Silberman opinan que "el reino de Sabae sólo comenzó a florecer a partir del siglo VIII a. C." y que la historia de Salomón y la reina de Saba es "una anacrónica pieza del siglo VII. "  El reino cayó tras una larga pero esporádica guerra civil entre varias dinastías yemeníes que reclamaban la realeza; de esto, el último Reino Himyarita surgió como vencedor.
Los sabeos se mencionan varias veces en la Biblia hebrea. En el Corán, se describen como Sabaʾ (سَبَأ, que no debe confundirse con Ṣābiʾ, صَابِئ), o como Qawm Tubbaʿ (en árabe: قَوْم تُبَّع‎, lit. 'Gente de Tubbaʿ').

## Historia

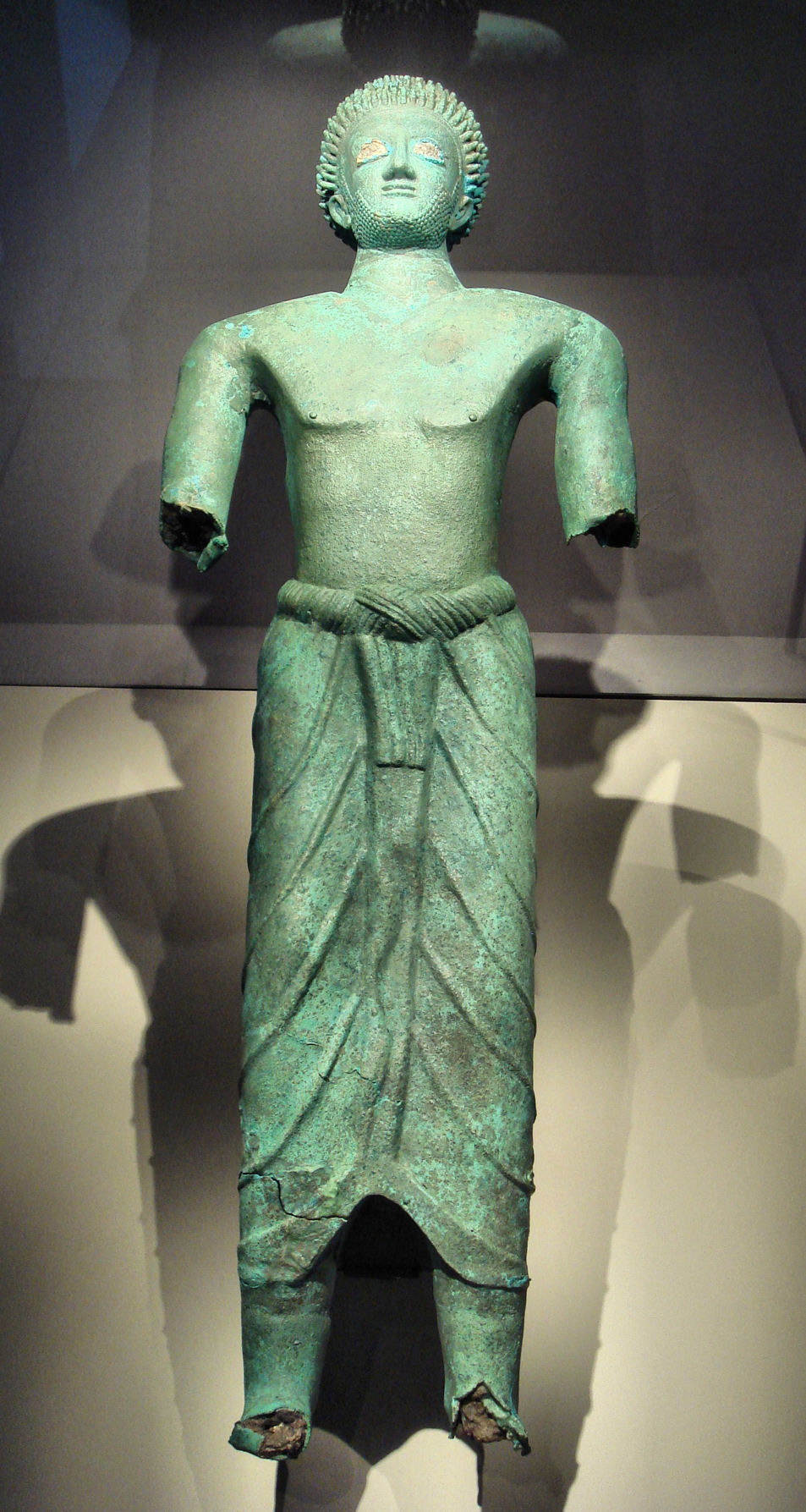
Figura de bronce hallada en al-Bayda (Yemen) antigua Nashqum en el reino de Sabá, del o (Museo del Louvre).

Los sabeos eran un pueblo semítico que, en fecha desconocida, entraron en Arabia septentrional desde el norte, marcharon al sur y fundaron el Reino de Saba, en territorio del actual Yemen, unos 370 kilómetros al noroeste de Aden. La civilización sabea comenzó entre los siglos XII y X a. C. y sus gobernantes son mencionados en las crónicas asirias de finales del siglo VIII a. C. y principios del siglo VII a. C.
El antiguo Reino de Saba estableció su poder a principios del primer milenio a. C. En el siglo I a. C. fue conquistada por los himiaritas, pero después de la desintegración del primer imperio himiarita de los reyes de Saba y de Dhu-Raydan, reapareció el Reino Medio Sabeo a principios del siglo II. Fue finalmente conquistada por los himiaritas a finales del siglo III. Su capital fue Ma'rib. El reino se localizaba a lo largo de la franja de desierto, llamado Sayhad por los geógrafos árabes medievales, y ahora se denomina Ramlat al-Sab`atayn.
En la Arabia meridional se establecieron varios reinos en el antiguo Yemen, con los mineos al norte en Uadi al-Jawf, los sabeos en la franja suroccidental, que se extiende desde la sierra hasta el mar, los qatabanos al este, y los hadramitas el este de ellos.
Los sabeos, al igual que los otros reinos yemenitas de la misma época, estaban involucrados en el lucrativo comercio de especias, sobre todo el incienso y la mirra.
Los sabeos han dejado una gran cantidad de inscripciones con el monumental alfabeto musnad (Abecedario árabe meridional) y documentos en escritura zabur, que abarcan alrededor de 1300 años de historia y que terminaron con la extinción del reino en el siglo VI.

## Menciones en diversos escritos
La Visita de la Reina de Saba a Salomón que aparece en el Primer Libro de los Reyes 10:1:
"Oyendo la reina de Sabá la fama que Salomón había alcanzado por el nombre de Yahveh, vino a probarle con preguntas difíciles."
Aparecen mencionados en el Libro de Job 1:14-15:
"Vino un mensajero donde Job y le dijo: Tus bueyes estaban arando y las asnas pastando cerca de ellos; de pronto, irrumpieron los sabeos y se los llevaron, y a los criados los pasaron a cuchillo."
En el Libro de Isaías 45:14:
"Así dice Yahveh: El trabajo de Egipto, las mercaderías de Etiopía, y los sabeos, hombres de elevada estatura, se pasarán a ti y serán tuyos; irán en pos de ti, pasarán con grillos; te harán reverencia y te suplicarán diciendo: Ciertamente en ti está Dios, y no hay otro fuera de Dios."
En el Libro de Ezequiel 23:42:
"Y se oyó en ella voz de compañía que se solazaba con ella; y con los varones de la gente común fueron traídos los sabeos del desierto, y pusieron pulseras en sus manos, y bellas coronas sobre sus cabezas."
En el Libro de Joel 3:8:
"y venderé vuestros hijos y vuestras hijas a los hijos de Judá, y ellos los venderán a los sabeos, nación lejana; porque Yahveh ha hablado."
Y también en la Res Gestae Divi Augusti, donde Augusto dice:
"En Arabia, el ejército penetró hasta el territorio de los sabeos y a la ciudad de Mariba."

### Corán
.

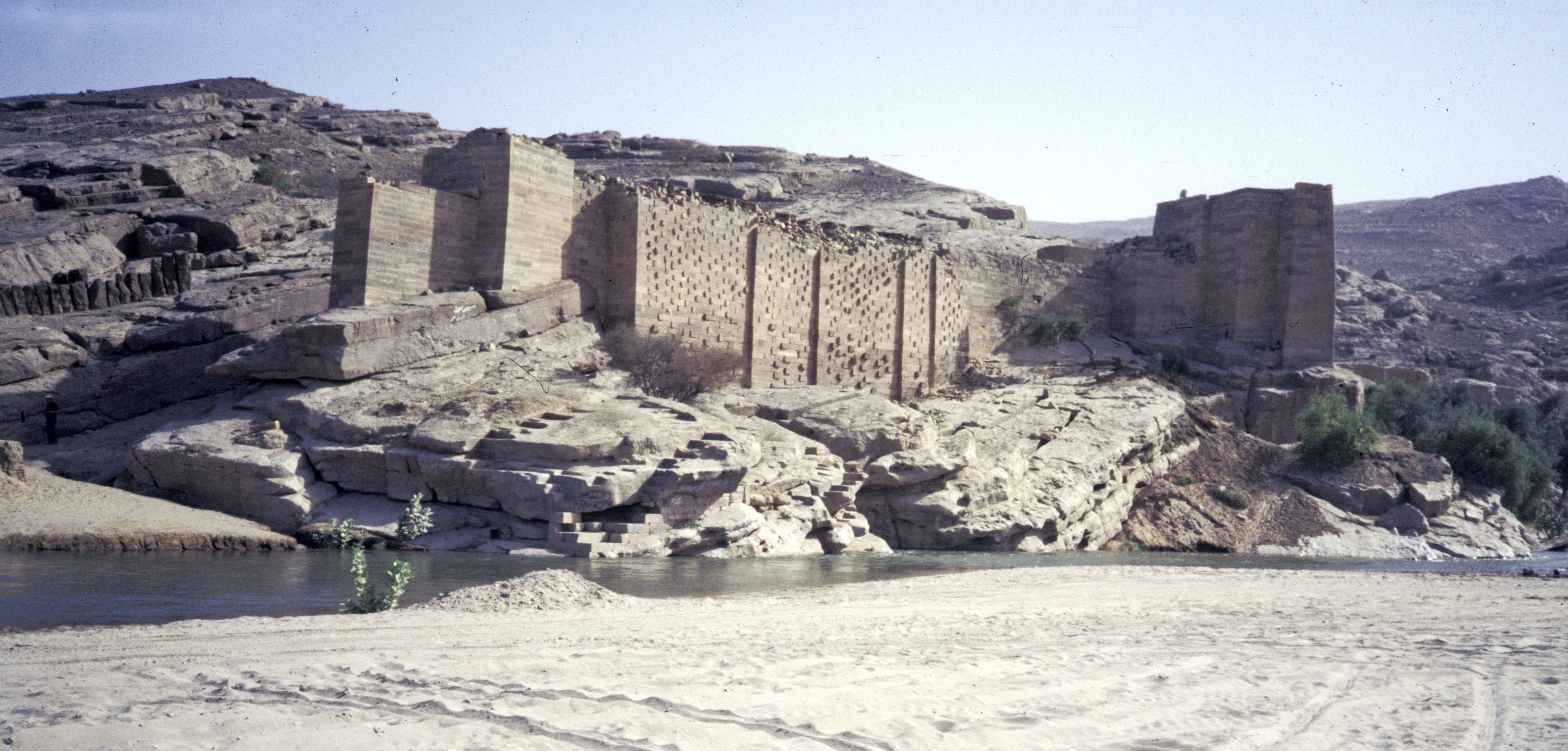
Ruinas de la presa histórica de la antigua capital sabea de Ma'rib, en medio de las Montañas Sarat del actual Yemen

El nombre de Saba' se menciona en el Corán en las surahs al-Maeeda 5:69, an-Naml 27:15-44 y Sabaʾ. 34:15-17. Su mención en la surah al-Naml se refiere a la zona en el contexto de Salomón y la reina de Saba, mientras que su mención en la surah Sabaʾ se refiere a la Inundación de la presa, en la que la histórica presa quedó arruinada por las inundaciones. En cuanto a la frase Qawm Tubbaʿ Pueblo de Tubbaʿ, que aparece en la surah ad-Dukhan 44:37 y Qaf 50:12-14, Tubbaʿ era un título para los reyes de Saba', como para los himyaritas.

## Prácticas religiosas

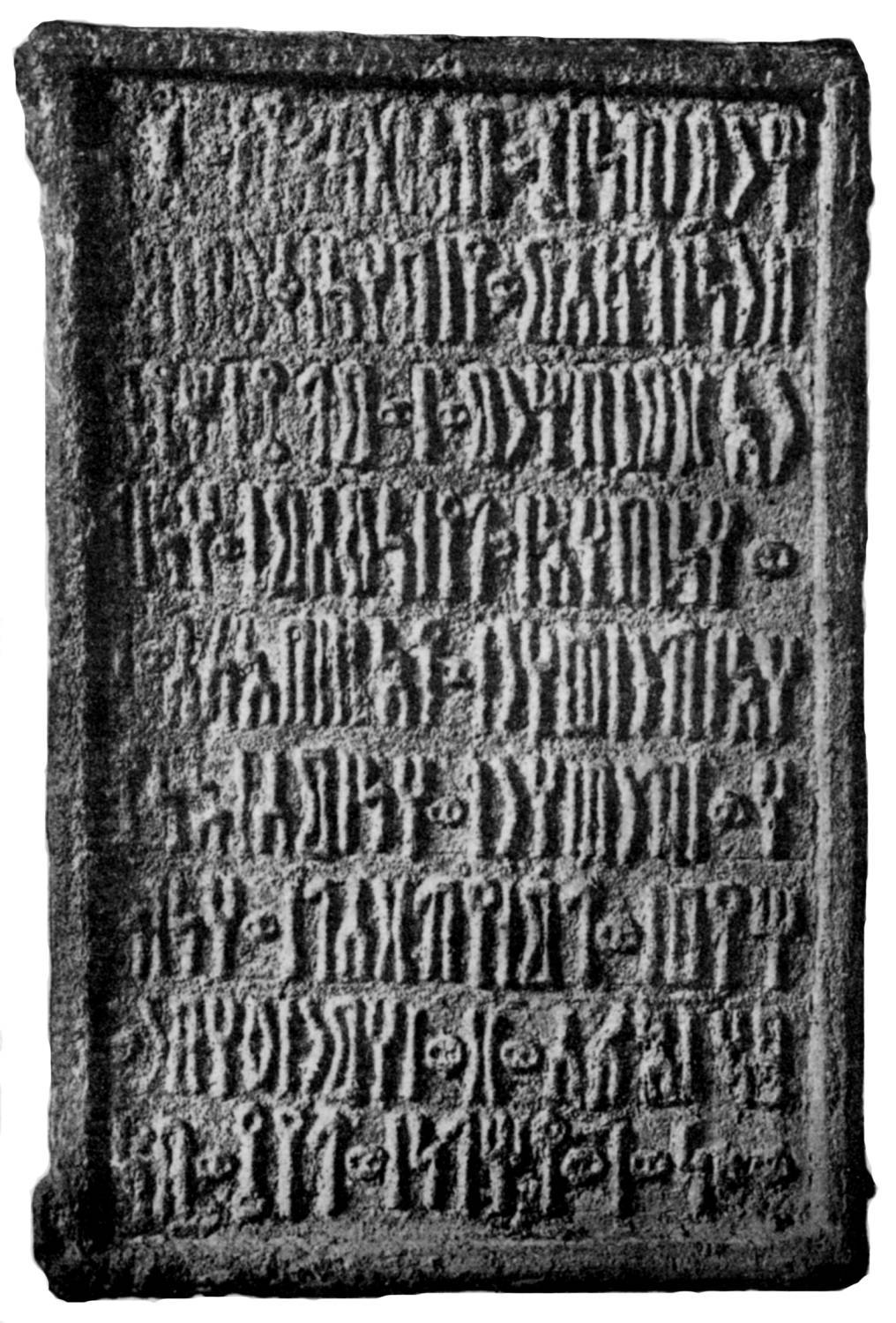
Inscripción que muestra la práctica religiosa durante la peregrinación.

El escritor musulmán Muhammad Shukri al-Alusi  compara sus prácticas religiosas con el Islam en su Bulugh al-'Arab fi Ahwal al-'Arab:
Los árabes durante el período preislámico solían practicar ciertas cosas que se incluyeron en la sharia islámica. Por ejemplo, no se casaban ni con la madre ni con la hija. Consideraban que casarse simultáneamente con dos hermanas era el crimen más atroz. También censuraban a quien se casara con su madrastra, y lo llamaban dhaizan. Hacían la peregrinación mayor hajj y la menor umra a la Kaaba, realizaban la circunvalación alrededor de la Kaaba tawaf, corrían siete veces entre los montes Safa y Marwa sa'y, arrojaban piedras y se lavaban después de mantener relaciones sexuales. También hacían gárgaras, se aspiraban agua hasta la nariz, se cortaban las uñas, se quitaban el vello púbico y practicaban la circuncisión ritual. Asimismo, cortaban la mano derecha a los ladrones y apedreaban a los adúlteros.
Según el heresiógrafo Al-Shahrastani, los sabeos aceptan tanto el mundo sensible como el inteligible, pero no siguen leyes religiosas, sino que centran su culto en entidades espirituales.